# 路易·阿尔芒站
路易·阿尔芒站是法国东南部城市马赛的一个地铁车站，位于马赛地铁1号线上。

## 站名
"路易·阿尔芒"是二战时期的法国国铁高级工程师，他为巴黎－马赛铁路的运能改造做出了重大贡献。附近的街道亦以此命名。

## 位置
路易·阿尔芒站位于马赛市区的东部，属于12区。车站呈西南-东北走向，是一个地下车站，有自动扶梯连接地面。

## 设施
路易·阿尔芒站站内设有自动售票机及无障碍设施。

## 站台设置
| 西北↑ |      |                              |
|       | 侧式 |                              |
|       |      | 玫瑰-贡贝尔城堡科技园站方向← |
|       |      | 拉富拉热尔站方向→            |
|       | 侧式 |                              |
| 东南↓ |      |                              |

## 配套交通

### 城市公共交通
| 路易·阿尔芒站附近的公共交通线路 |            |          |
| 公交车站名称                    | 位置       | 停靠线路 |
| 路易·阿尔芒                     | 地铁站附近 |          |
| 1.                              |            |          |

此外，当地铁线路发生故障或施工时，马赛交通局可能提供临时摆渡车。

## 临近车站
| 路易·阿尔芒站（Louis Armand）  |               |                     |
| 上行车站                       | 线路          | 下行车站            |
| 拉布朗卡尔德站 640m ←          | 马赛地铁1号线 | 圣巴尔纳贝站 → 630m |
| - 本表仅显示运营中的线路及车站 |               |                     |